# Dombeya autumnalis
Dombeya autumnalis är en malvaväxtart som beskrevs av Verdoorn. Dombeya autumnalis ingår i släktet Dombeya och familjen malvaväxter. Inga underarter finns listade i Catalogue of Life.